# Phidippus carneus
Phidippus carneus là một loài nhện trong họ Salticidae.
Loài này thuộc chi Phidippus. Phidippus carneus được Elizabeth Maria Gifford Peckham & George William Peckham miêu tả năm 1896.

## Hình ảnh

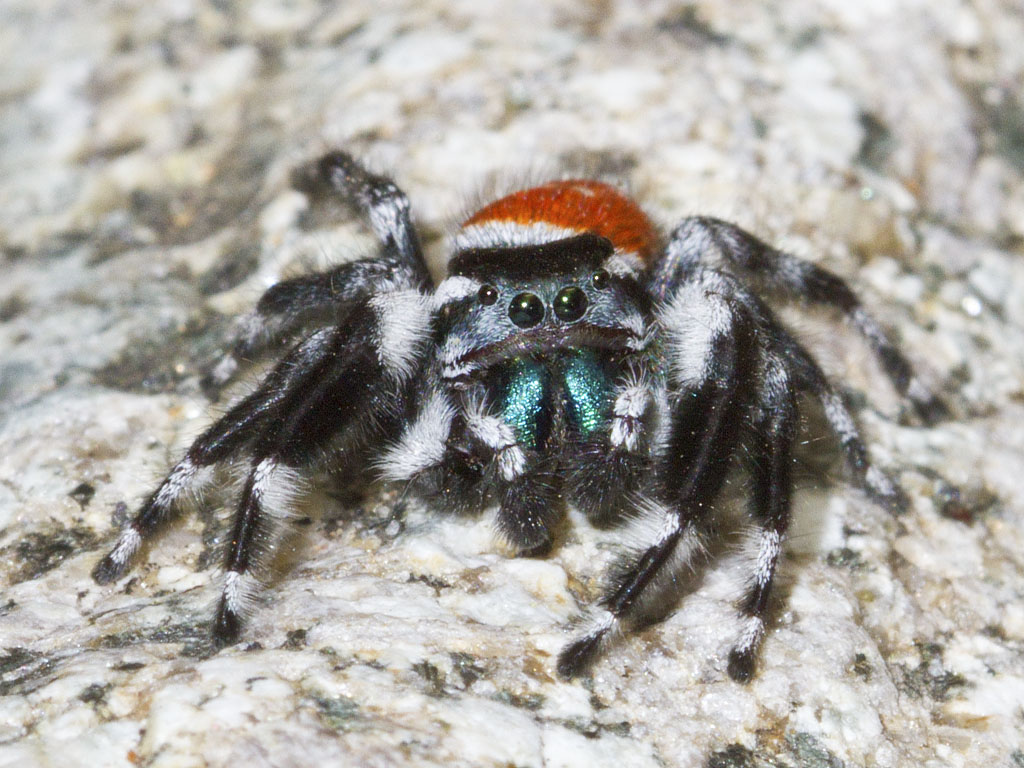